# Vivarés

Escudo de armas del Vivarés.

Vivarés (en occitano, Vivarés; en francés, Vivarais -pronunciado como "vivaré") es una región del norte de la Occitania en Francia; su territorio corresponde en gran parte al departamento del Ardèche (en occitano y español, Ardecha).

## Reseña histórica
La región recibe el nombre por tener su capital en la población de Viviers (o Vivar).

En la Edad Media fue instituido el condado del Vivarés como un anexo septentrional y oriental del Languedoc, pasó de este modo a ser una provincia del reino de Francia al consolidarse el "estado-nación" francés durante la Edad Moderna sin embargo la población local se sumó a las revueltas de los camisardos por lo que la región sufrió crueles represiones con múltiples masacres, al finalizar tal edad, en 1789 durante la Revolución francesa la mayor parte del Vivarés sirvió para constituir el departamento del río Ardèche.

## Fisiografía
El Vivarés se extiende de oeste a este desde la extremidad septentrional de la cordillera de las Cevenas (en la cartografía oficial francesa Cévennes), poseyendo un ramal llamado Montes del Vivarés cuya altura máxima es el Mont Mézenc de 1753 m s. n. m.) hasta las alturas que bordean al río Ródano (es decir hasta las llamadas Cuestas del Ródano).
La región se divide por su altimetría en Alto Vivarés (sector norte) y Bajo Vivarés (sector sur); el Alto Vivarés posee un suelo cristalino y un clima templado por lo que la humedad ambiental es bastante alta todo el año dando lugar a biomas de muy verdes y onduladas campiñas o de boscajes y, en las alturas, bosques en los que predominan las caducifolias (roble, encina, hayas).

El Bajo Vivarés se caracteriza por poseer suelos calizos de tipo kárstico por los cuales se infiltran las lluvias, esto y su mayor proximidad a la Provenza hacen que en el Bajo Vivarés predomine un clima mediterráneo (con cultivos de olivo y vid). El relieve kárstico del Bajo Vivarés incluye importantes sistemas de grutas como las de Aven Marzal y Aven d'Orgnác.

## Cultura
Aunque desde el siglo XIX se ha impuesto bastante coercitivamente el francés hasta el punto que hoy es comprendido y hablado por prácticamente la totalidad de la población, se mantiene (especialmente en las zonas más rurales) el uso del idioma occitano con tres variantes dialectales: el subdialecto vivaroalpino en el norte y este, el auvernés en el noroeste y el languedociano (bajo vivarés) en el sur.
- Datos: Q1968100
- Multimedia: Vivarais / Q1968100